# Alessandro Busti
Alessandro Carlo Matthew Busti (Toronto, 30 giugno 2000) è un calciatore canadese, portiere della Rivarolese.

## Carriera

### Club
Nato a Toronto, in Canada, da genitori italiani, si è trasferito a Torino quando aveva solo 6 mesi. Ha iniziato a giocare a calcio con il Lascaris di Pianezza a 9 anni, passando già dall'anno successivo nelle giovanili della Juventus. Nella stagione 2016-2017 è passato nella squadra Allievi, l'anno successivo in Primavera, mentre nell'estate 2018 è stato inserito nell'organico della Juventus U23, seconda squadra dei bianconeri partecipante per la prima volta alla Serie C. Dopo l'esperienza al Belluno prima e al Vado poi, in Serie D, nella stagione 2022/23 milita tra le file della Druentina, società torinese che gioca il campionato di Promozione.

### Nazionale
Dopo aver ricevuto una convocazione dalla nazionale Under-18 italiana, nel 2018 ha deciso di optare per le rappresentative canadesi, giocando con l'Under-23 il Torneo di Tolone dello stesso anno.
Convocato per la prima volta nella sosta per le nazionali del mese precedente, il 16 ottobre 2018 ha fatto il suo esordio con la nazionale maggiore canadese, nel successo per 5-0 sulla Dominica a Toronto nelle qualificazioni alla CONCACAF Nations League 2019-2020, giocando titolare.

## Statistiche

### Presenze nei club
Statistiche aggiornate al 22 ottobre 2019.
| Stagione        | Squadra         | Campionato      | Campionato | Campionato | Coppe nazionali | Coppe nazionali | Coppe nazionali | Coppe continentali | Coppe continentali | Coppe continentali | Altre coppe | Altre coppe | Altre coppe | Totale | Totale | Totale |
| Stagione        | Squadra         | Comp            | Pres       | Reti       | Comp            | Pres            | Reti            | Comp               | Pres               | Reti               | Comp        | Pres        | Reti        | Pres   | Reti   |        |
| --------------- | --------------- | --------------- | ---------- | ---------- | --------------- | --------------- | --------------- | ------------------ | ------------------ | ------------------ | ----------- | ----------- | ----------- | ------ | ------ | ------ |
| 2018-2019       | Juventus U23    | C               | 1          | 0          | CI-C            | 0               | 0               | -                  | -                  | -                  | -           | -           | -           | 1      | 0      |        |
| 2019-2020       | Belluno         | D-C             | 4          | -5         | CI-D            | 0               | 0               | -                  | -                  | -                  | -           | -           | -           | 4      | -5     |        |
| Totale carriera | Totale carriera | Totale carriera | 5          | -5         |                 | 0               | 0               | -                  | -                  | -                  | -           | -           | -           | 5      | -5     |        |

### Cronologia presenze e reti in nazionale
| Cronologia completa delle presenze e delle reti in nazionale ― Canada | Cronologia completa delle presenze e delle reti in nazionale ― Canada | Cronologia completa delle presenze e delle reti in nazionale ― Canada | Cronologia completa delle presenze e delle reti in nazionale ― Canada | Cronologia completa delle presenze e delle reti in nazionale ― Canada | Cronologia completa delle presenze e delle reti in nazionale ― Canada | Cronologia completa delle presenze e delle reti in nazionale ― Canada | Cronologia completa delle presenze e delle reti in nazionale ― Canada |
| Data                                                                  | Città                                                                 | In casa                                                               | Risultato                                                             | Ospiti                                                                | Competizione                                                          | Reti                                                                  | Note                                                                  |
| --------------------------------------------------------------------- | --------------------------------------------------------------------- | --------------------------------------------------------------------- | --------------------------------------------------------------------- | --------------------------------------------------------------------- | --------------------------------------------------------------------- | --------------------------------------------------------------------- | --------------------------------------------------------------------- |
| 16-10-2018                                                            | Toronto                                                               | Canada                                                                | 5 – 0                                                                 | Dominica                                                              | CONCACAF Nations League 2019-2020 - 1º turno                          | -                                                                     |                                                                       |
| Totale                                                                |                                                                       | Presenze                                                              | 1                                                                     |                                                                       | Reti                                                                  | 0                                                                     |                                                                       |